# Volta Ciclista a Catalunya 2001
La Volta Ciclista a Catalunya 2001, ottantunesima edizione della corsa, si svolse in otto tappe dal 21 al 28 giugno 2001, per un percorso totale di 1009,3 km con partenza da Sabadell e arrivo all'Alt de la Rabassa (Andorra). La vittoria fu appannaggio dello spagnolo Joseba Beloki, che completò il percorso in 26h40'14", precedendo i connazionali Igor González de Galdeano e Fernando Escartín.
I corridori che partirono da Sabadell furono 133, mentre coloro che tagliarono il traguardo di Alt de la Rabassa furono 60.

## Tappe
| Tappa  | Data      | Percorso                                                                | km     | Vincitore di tappa | Leader cl. generale       |
| ------ | --------- | ----------------------------------------------------------------------- | ------ | ------------------ | ------------------------- |
| 1ª     | 21 giugno | Sabadell (cronosquadre)                                                 | 24,4   | O.N.C.E.-Eroski    | Marcos Serrano            |
| 2ª     | 22 giugno | Sabadell > Blanes                                                       | 173,5  | Max van Heeswijk   | Marcos Serrano            |
| 3ª     | 23 giugno | Blanes > L'Hospitalet de Llobregat                                      | 147,1  | Romāns Vainšteins  | Marcos Serrano            |
| 4ª     | 24 giugno | Barcellona > Barcellona                                                 | 115,8  | Joseba Beloki      | Marcos Serrano            |
| 5ª     | 25 giugno | La Granada > Vila-seca                                                  | 178,2  | Óscar Laguna       | Marcos Serrano            |
| 6ª     | 26 giugno | Les Borges Blanques > Taüll                                             | 184,2  | Ivan Gotti         | Igor González de Galdeano |
| 7ª     | 27 giugno | Taüll > Cortals d'Encamp (AND)                                          | 176,1  | Daniele De Paoli   | Igor González de Galdeano |
| 8ª     | 28 giugno | Sant Julià de Lòria (AND) > Alt de la Rabassa (AND) (cron. individuale) | 13,9   | Joseba Beloki      | Joseba Beloki             |
| Totale | Totale    | Totale                                                                  | 1009,3 |                    |                           |

## Squadre e corridori partecipanti
| N.    | Cod. | Squadra                 |
| ----- | ---- | ----------------------- |
| 1-8   | ONE  | iBanesto.com            |
| 11-18 | TEL  | Team Telekom            |
| 21-28 | KEL  | Kelme-Costa Blanca      |
| 31-38 | USP  | US Postal Service       |
| 41-48 | BAN  | O.N.C.E.-Eroski         |
| 51-58 | LAM  | Lampre-Daikin           |
| 61-68 | EUS  | Euskaltel-Euskadi       |
| 71-78 | MER  | Mercatone Uno-Scanavino |
| 81-88 | DFF  | Domo-Farm Frites        |

| N.      | Cod. | Squadra                      |
| ------- | ---- | ---------------------------- |
| 91-98   | CTA  | Cantina Tollo-Acqua & Sapone |
| 101-108 | REL  | Relax-Fuenlabrada            |
| 111-118 | FES  | Festina                      |
| 121-128 | MVA  | Mercury-Viatel               |
| 131-138 | COA  | Team Coast                   |
| 141-148 | C.A  | Crédit Agricole              |
| 151-158 | JAZ  | Jazztel-Costa Almeria        |
| 161-168 | ALS  | Alessio-Bianchi              |

## Dettagli delle tappe

### 1ª tappa
- 21 giugno: Sabadell – Cronometro a squadre – 24,4 km

Risultati
| Pos. | Squadra            | Tempo  |
| ---- | ------------------ | ------ |
| 1    | O.N.C.E.-Eroski    | 25'13" |
| 2    | Festina            | a 47"  |
| 3    | Kelme-Costa Blanca | a 53"  |

| Pos. | Corridore       | Squadra         | Tempo  |
| ---- | --------------- | --------------- | ------ |
| 1    | Marcos Serrano  | O.N.C.E.-Eroski | 25'13" |
| 2    | Santos González | O.N.C.E.-Eroski | s.t.   |
| 3    | Jörg Jaksche    | O.N.C.E.-Eroski | s.t.   |

### 2ª tappa
- 22 giugno: Sabadell > Blanes – 173,5 km

Risultati
| Pos. | Corridore        | Squadra      | Tempo    |
| ---- | ---------------- | ------------ | -------- |
| 1    | Max van Heeswijk | Domo-F.      | 4h46'48" |
| 2    | Danilo Hondo     | Team Telekom | s.t.     |
| 3    | Sven Teutenberg  | Festina      | s.t.     |

| Pos. | Corridore                 | Squadra         | Tempo    |
| ---- | ------------------------- | --------------- | -------- |
| 1    | Marcos Serrano            | O.N.C.E.-Eroski | 5h12'04" |
| 2    | Santos González           | O.N.C.E.-Eroski | s.t.     |
| 3    | Igor González de Galdeano | O.N.C.E.-Eroski | a 5"     |

### 3ª tappa
- 23 giugno: Blanes > L'Hospitalet de Llobregat – 147,1 km

Risultati
| Pos. | Corridore         | Squadra    | Tempo    |
| ---- | ----------------- | ---------- | -------- |
| 1    | Romāns Vainšteins | Domo-F.    | 3h40'05" |
| 2    | Sven Teutenberg   | Festina    | s.t.     |
| 3    | Lars Michaelsen   | Team Coast | s.t.     |

| Pos. | Corridore                 | Squadra         | Tempo    |
| ---- | ------------------------- | --------------- | -------- |
| 1    | Marcos Serrano            | O.N.C.E.-Eroski | 8h52'09" |
| 2    | Santos González           | O.N.C.E.-Eroski | s.t.     |
| 3    | Igor González de Galdeano | O.N.C.E.-Eroski | a 5"     |

### 4ª tappa
- 24 giugno: Barcellona > Barcellona – 115,8 km

Risultati
| Pos. | Corridore         | Squadra             | Tempo    |
| ---- | ----------------- | ------------------- | -------- |
| 1    | Joseba Beloki     | O.N.C.E.-Eroski     | 2h45'15" |
| 2    | Óscar Sevilla     | Kelme               | s.t.     |
| 3    | Miguel Perdiguero | Cantina Tollo-Acqua | a 3"     |

| Pos. | Corridore                 | Squadra         | Tempo     |
| ---- | ------------------------- | --------------- | --------- |
| 1    | Marcos Serrano            | O.N.C.E.-Eroski | 11h37'27" |
| 2    | Igor González de Galdeano | O.N.C.E.-Eroski | a 5"      |
| 3    | Joseba Beloki             | O.N.C.E.-Eroski | a 6"      |

### 5ª tappa
- 25 giugno: La Granada > Vila-seca – 178,2 km

Risultati
| Pos. | Corridore       | Squadra   | Tempo    |
| ---- | --------------- | --------- | -------- |
| 1    | Óscar Laguna    | Relax-F.  | 4h24'26" |
| 2    | Julian Dean     | US Postal | a 10"    |
| 3    | Koos Moerenhout | Domo-F.   | a 13"    |

| Pos. | Corridore                 | Squadra         | Tempo     |
| ---- | ------------------------- | --------------- | --------- |
| 1    | Marcos Serrano            | O.N.C.E.-Eroski | 16h06'53" |
| 2    | Igor González de Galdeano | O.N.C.E.-Eroski | a 5"      |
| 3    | Joseba Beloki             | O.N.C.E.-Eroski | a 6"      |

### 6ª tappa
- 26 giugno: Les Borges Blanques > Taüll – 184,2 km

Risultati
| Pos. | Corridore      | Squadra | Tempo    |
| ---- | -------------- | ------- | -------- |
| 1    | Ivan Gotti     | Alessio | 4h58'50" |
| 2    | Aitor Kintana  | Jazztel | a 5"     |
| 3    | Aitor González | Kelme   | a 8"     |

| Pos. | Corridore                 | Squadra         | Tempo     |
| ---- | ------------------------- | --------------- | --------- |
| 1    | Igor González de Galdeano | O.N.C.E.-Eroski | 21h06'07" |
| 2    | Aitor González            | Kelme           | a 34"     |
| 3    | Eladio Jiménez            | iBanesto.com    | a 1'00"   |

### 7ª tappa
- 27 giugno: Taüll > Cortals d'Encamp (AND) – 176,1 km

Risultati
| Pos. | Corridore         | Squadra                 | Tempo    |
| ---- | ----------------- | ----------------------- | -------- |
| 1    | Daniele De Paoli  | Mercatone Uno-Scanavino | 4h47'53" |
| 2    | Fernando Escartín | Team Coast              | a 1'20"  |
| 3    | Joseba Beloki     | O.N.C.E.-Eroski         | s.t.     |

| Pos. | Corridore                 | Squadra         | Tempo     |
| ---- | ------------------------- | --------------- | --------- |
| 1    | Igor González de Galdeano | O.N.C.E.-Eroski | 26h06'05" |
| 2    | Joseba Beloki             | O.N.C.E.-Eroski | a 31"     |
| 3    | Aitor González            | Kelme           | a 44"     |

### 8ª tappa
- 28 giugno: Sant Julià de Lòria (AND) > Alt de la Rabassa (AND) (cron. individuale)  – 13,9 km

Risultati
| Pos. | Corridore                 | Squadra         | Tempo  |
| ---- | ------------------------- | --------------- | ------ |
| 1    | Joseba Beloki             | O.N.C.E.-Eroski | 33'47" |
| 2    | Fernando Escartín         | Team Coast      | a 15"  |
| 3    | Igor González de Galdeano | O.N.C.E.-Eroski | a 55"  |

| Pos. | Corridore                 | Squadra         | Tempo     |
| ---- | ------------------------- | --------------- | --------- |
| 1    | Joseba Beloki             | O.N.C.E.-Eroski | 26h40'14" |
| 2    | Igor González de Galdeano | O.N.C.E.-Eroski | a 33"     |
| 3    | Fernando Escartín         | Team Coast      | a 41"     |

## Classifiche finali

### Classifica generale
| Pos. | Corridore                 | Squadra            | Tempo     |
| ---- | ------------------------- | ------------------ | --------- |
| 1    | Joseba Beloki             | O.N.C.E.-Eroski    | 26h40'14" |
| 2    | Igor González de Galdeano | O.N.C.E.-Eroski    | a 33"     |
| 3    | Fernando Escartín         | Team Coast         | a 41"     |
| 4    | Aitor González            | Kelme-Costa Blanca | a 1'44"   |
| 5    | Óscar Sevilla             | Kelme-Costa Blanca | a 3'03"   |
| 6    | Eladio Jiménez            | iBanesto.com       | a 3'04"   |
| 7    | Haimar Zubeldia           | Euskaltel-Euskadi  | a 3'40"   |
| 8    | Marzio Bruseghin          | iBanesto.com       | a 3'57"   |
| 9    | Unai Osa                  | iBanesto.com       | a 5'11"   |
| 10   | Juan Antonio Flecha       | Relax-Fuenlabrada  | a 5'28"   |

### Classifica a punti
| Pos. | Corridore         | Squadra            | Punti |
| ---- | ----------------- | ------------------ | ----- |
| 1    | Joseba Beloki     | O.N.C.E.-Eroski    | 74    |
| 2    | Aitor González    | Kelme-Costa Blanca | 61    |
| 3    | Fernando Escartín | Team Coast         | 54    |

### Classifica scalatori
| Pos. | Corridore        | Squadra                 | Punti |
| ---- | ---------------- | ----------------------- | ----- |
| 1    | Félix Cárdenas   | Kelme-Costa Blanca      | 105   |
| 2    | Daniele De Paoli | Mercatone Uno-Scanavino | 80    |
| 3    | Joseba Beloki    | O.N.C.E.-Eroski         | 46    |

### Classifica sprint
| Pos. | Corridore          | Squadra                  | Punti |
| ---- | ------------------ | ------------------------ | ----- |
| 1    | Carlos Golbano     | Jazztel-Costa de Almeria | 8     |
| 2    | César García Calvo | Relax-Fuenlabrada        | 7     |
| 3    | Ivan Gotti         | Alessio-Bianchi          | 4     |

### Classifica squadre
| Pos. | Squadra            | Tempo     |
| ---- | ------------------ | --------- |
| 1    | iBanesto.com       | 80h06'44" |
| 2    | O.N.C.E.-Eroski    | a 21"     |
| 3    | Kelme-Costa Blanca | a 3'59"   |